# Riegen
Riegen (westallgäuerisch: Rigə) ist ein Gemeindeteil des Markts Weiler-Simmerberg im  bayerisch-schwäbischen Landkreis Lindau (Bodensee).

## Geografie
Das Dorf liegt circa 1,5 Kilometer südlich des Hauptorts Weiler im Allgäu und zählt zur Region Westallgäu. Östlich des Orts befindet sich die Hausbachklamm.

## Ortsname
Der Ortsname leitet sich vermutlich vom lateinischen Wort patibulum für Türriegel ab und beschreibt als Flurnamen einen querliegenden Geländevorsprung oder einen Durchlass in einem Weidezaun.

## Geschichte
Riegen wurde erstmals im Jahr 1330 mit ligna iuxta patibulum urkundlich erwähnt. Der Ort gehörte einst dem Gericht Simmerberg in der Herrschaft Bregenz und später der Gemeinde Simmerberg an.

## Baudenkmäler
Siehe: Liste der Baudenkmäler in Riegen